# Annaffiatoio

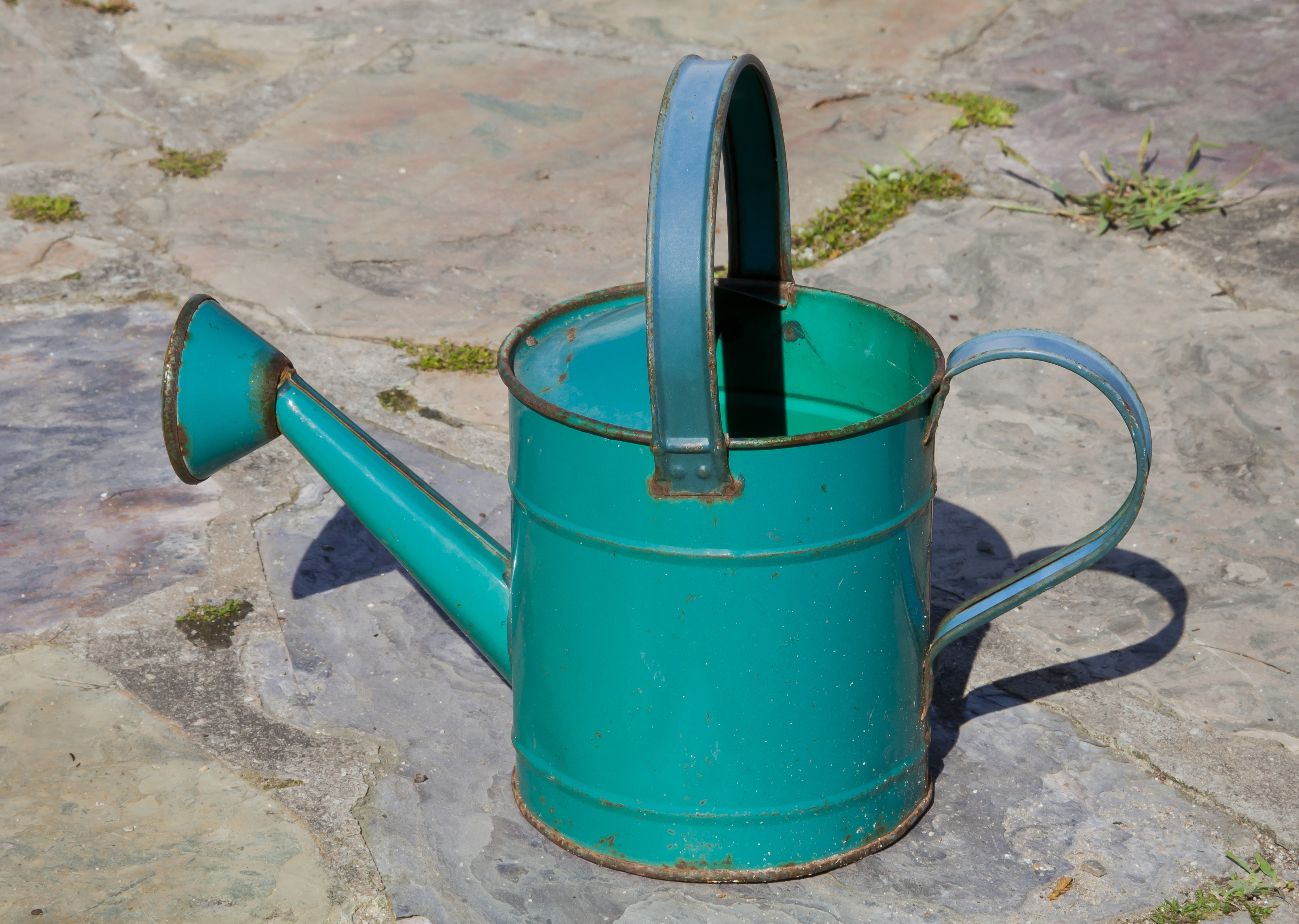
Annaffiatoio in metallo.

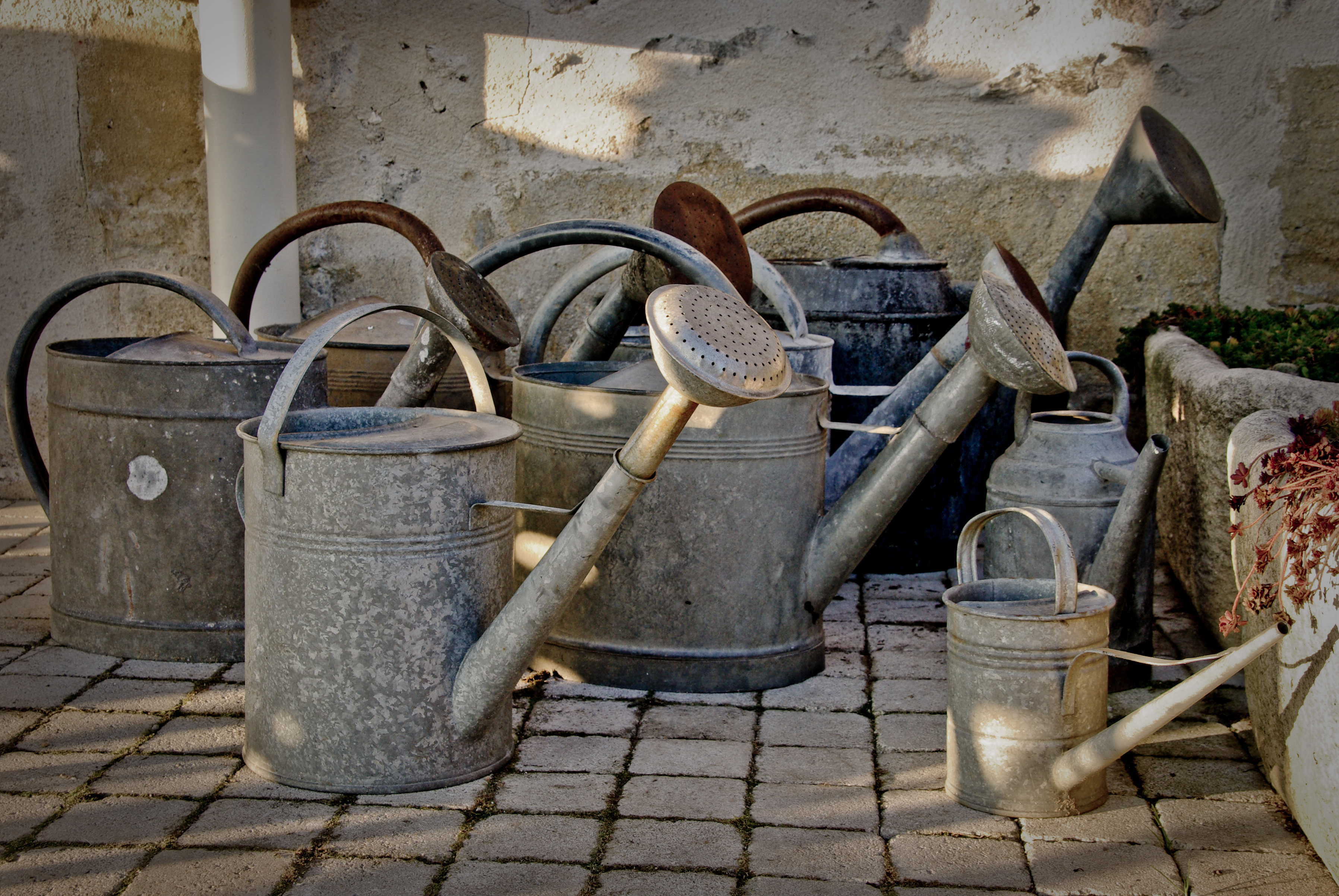
Vari annaffiatoi in metallo.

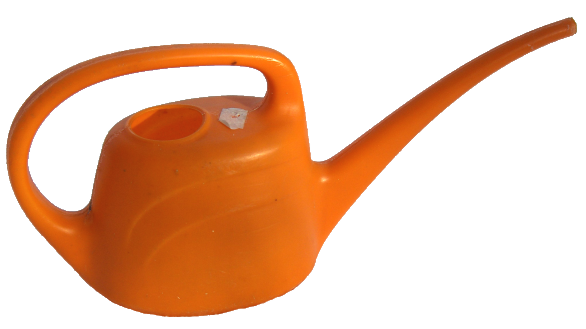
Un annaffiatoio in plastica.

L'annaffiatoio, comunemente chiamato innaffiatoio o bagnafiori, è un utensile agricolo e da giardinaggio atto a contenere acqua per bagnare specificatamente fiori o piante da vaso o piccoli giardini. Si può usare sia per la semplice irrigazione che per la concimazione, aggiungendo all'acqua concimi liquidi o solubili.

## Caratteristiche
Generalmente l'annaffiatoio è composto da:
- serbatoio, che oltre a contenere il liquido svolge anche funzioni portanti
- condotto di uscita del liquido, in posizione avanzata alta per permettere al liquido di fuoriuscire solo se si inclina l'annaffiatoio
- impugnatura
- diffusore a pioggia, per non rovinare le piante con un getto troppo potente, si installa sul beccuccio.

Gli annaffiatoi sono spesso realizzati in materiali termoplastici o anche in metallo, i primi dei colori più disparati e fantasiosi, i secondi solitamente zincati o verniciati. Inoltre esistono annaffiatoi in altri materiali come la ceramica.
In commercio si trovano modelli con capacità variabili da 0,5 litri a 10 litri, raramente anche da 17 litri.